# Lijst van Franse ministers van Huisvesting en Ruimtelijke Ordening
Dit is een lijst van Franse ministers van Huisvesting en Ruimtelijke Ordening.

## Ministers van Huisvesting (1962–heden)
| Minister van Huisvesting                       | Minister van Huisvesting              | Minister van Huisvesting              | Ambtstermijn                 | Ambtstermijn       | Partij(en)        | Premier(s)                                                     | Kabinet(en)                                                                                                  | Overige functie(s)                     |
| ---------------------------------------------- | ------------------------------------- | ------------------------------------- | ---------------------------- | ------------------ | ----------------- | -------------------------------------------------------------- | --- | -------------------------------------- |
|                                                | Jacques Maziol                        | Jacques Maziol (1918–1990)            | 14 april 1962                | 8 januari 1966     | UNR               | Georges Pompidou (1962–1968)                                   | Pompidou I                                                                                                   |                                        |
| Pompidou II                                    | Jacques Maziol                        | Jacques Maziol (1918–1990)            | 14 april 1962                | 8 januari 1966     | UNR               | Georges Pompidou (1962–1968)                                   | |                                        |
|                                                | Edgard Pisani                         | Edgard Pisani (1918–2016)             | 8 januari 1966               | 29 april 1967      | DVG               | Georges Pompidou (1962–1968)                                   | Pompidou III                                                                                                 | Minister van Transport                 |
| Pompidou IV                                    | Edgard Pisani                         | Edgard Pisani (1918–2016)             | 8 januari 1966               | 29 april 1967      | DVG               | Georges Pompidou (1962–1968)                                   | |                                        |
|                                                | François-Xavier Ortoli                | François- Xavier Ortoli (1925–2007)   | 29 april 1967                | 10 juli 1968       | UDR               | Georges Pompidou (1962–1968)                                   | |                                        |
|                                                |                                       | Albin Chalandon (1920–2020)           | 10 juli 1968                 | 6 juli 1972        | UDR               | Maurice Couve de Murville (1968–1969)                          | Couve de Murville                                                                                            |                                        |
| Jacques Chaban- Delmas (1969–1972)             | Chaban- Delmas                        | Albin Chalandon (1920–2020)           | 10 juli 1968                 | 6 juli 1972        | UDR               |                                                                | |                                        |
|                                                | Olivier Guichard                      | Olivier Guichard (1920–2004)          | 6 juli 1972                  | 27 mei 1974        | UDR               | Pierre Messmer (1972–1974)                                     | Messmer I | Minister van Ruimtelijke Ordening      |
| Messmer II                                     | Olivier Guichard                      | Olivier Guichard (1920–2004)          | 6 juli 1972                  | 27 mei 1974        | UDR               | Pierre Messmer (1972–1974)                                     | Minister van Ruimtelijke Ordening / Minister voor Toerisme                                                   |                                        |
| Messmer III                                    | Olivier Guichard                      | Olivier Guichard (1920–2004)          | 6 juli 1972                  | 27 mei 1974        | UDR               | Pierre Messmer (1972–1974)                                     | Minister van Staat / Minister van Transport / Minister voor Stedelijke Ontwikkeling / Minister voor Toerisme |                                        |
| Staatssecretaris voor Huisvesting              | Staatssecretaris voor Huisvesting     | Staatssecretaris voor Huisvesting     | Ambtstermijn                 | Ambtstermijn       | Partij(en)        | Premier(s)                                                     | Kabinet(en)                                                                                                  | Overige functie(s)                     |
|                                                | Jacques Barrot                        | Jacques Barrot (1937–2014)            | 27 mei 1974                  | 5 april 1978       | CDS (1974–78)     | Jacques Chirac (1974–1976)                                     | Chirac I |                                        |
| Raymond Barre (1976–1981)                      | Jacques Barrot                        | Jacques Barrot (1937–2014)            | 27 mei 1974                  | 5 april 1978       | CDS (1974–78)     | Barre I                                                        | |                                        |
| Raymond Barre (1976–1981)                      | Jacques Barrot                        | Jacques Barrot (1937–2014)            | 27 mei 1974                  | 5 april 1978       | CDS (1974–78)     | Barre II                                                       | |                                        |
| Raymond Barre (1976–1981)                      | Jacques Barrot                        | Jacques Barrot (1937–2014)            | 27 mei 1974                  | 5 april 1978       | UDF (1978)        |                                                                | |                                        |
| Raymond Barre (1976–1981)                      |                                       |                                       | Marcel Cavaillé (1927 2013)  | 5 april 1978       | 21 mei 1981       | UDF (PR)                                                       | Barre III |                                        |
| Minister van Huisvesting                       | Minister van Huisvesting              | Minister van Huisvesting              | Ambtstermijn                 | Ambtstermijn       | Partij(en)        | Premier(s)                                                     | Kabinet(en)                                                                                                  | Overige functie(s)                     |
|                                                |                                       | Roger Quilliot (1925–1998)            | 21 mei 1981                  | 3 oktober 1983     | PS                | Pierre Mauroy (1981–1984)                                      | Mauroy I |                                        |
| Mauroy II                                      | Minister voor Stedelijke Ontwikkeling | Roger Quilliot (1925–1998)            | 21 mei 1981                  | 3 oktober 1983     | PS                | Pierre Mauroy (1981–1984)                                      | |                                        |
| Mauroy III                                     | Minister voor Stedelijke Ontwikkeling | Roger Quilliot (1925–1998)            | 21 mei 1981                  | 3 oktober 1983     | PS                | Pierre Mauroy (1981–1984)                                      | |                                        |
| Mauroy III                                     |                                       | Paul Quilès                           | Paul Quilès (1942–2021)      | 3 oktober 1983     | 20 september 1985 | Pierre Mauroy (1981–1984)                                      | PS | Minister voor Stedelijke Ontwikkeling  |
| Laurent Fabius (1984–1986)                     | Fabius                                | Paul Quilès                           | Paul Quilès (1942–2021)      | 3 oktober 1983     | 20 september 1985 | Minister van Transport / Minister voor Stedelijke Ontwikkeling | PS |                                        |
| Laurent Fabius (1984–1986)                     | Fabius                                |                                       | Jean Auroux                  | Jean Auroux (1942) | 20 september 1985 | 20 maart 1986                                                  | PS | Minister van Transport                 |
| Laurent Fabius (1984–1986)                     | Fabius                                | Minister voor Stedelijke Ontwikkeling | Jean Auroux                  | Jean Auroux (1942) | 20 september 1985 | 20 maart 1986                                                  | PS |                                        |
|                                                | Pierre Méhaignerie                    | Pierre Méhaignerie (1939)             | 20 maart 1986                | 10 mei 1988        | UDF               | Jacques Chirac (1986–1988)                                     | Chirac II | Minister van Transport                 |
| Minister van Ruimtelijke Ordening              | Pierre Méhaignerie                    | Pierre Méhaignerie (1939)             | 20 maart 1986                | 10 mei 1988        | UDF               | Jacques Chirac (1986–1988)                                     | Chirac II |                                        |
|                                                | Maurice Faure                         | Maurice Faure (1922–2014)             | 10 mei 1988                  | 22 februari 1989   | PRG               | Michel Rocard (1988–1991)                                      | Rocard I | Minister van Staat                     |
| Rocard II                                      | Maurice Faure                         | Maurice Faure (1922–2014)             | 10 mei 1988                  | 22 februari 1989   | PRG               | Michel Rocard (1988–1991)                                      | Minister van Staat                                                                                           |                                        |
| Rocard II                                      |                                       |                                       | Michel Delebarre (1946–2022) | 22 februari 1989   | 20 december 1990  | Michel Rocard (1988–1991)                                      | PS | Minister van Transport                 |
| Rocard II                                      | Minister voor Maritime Zaken          |                                       | Michel Delebarre (1946–2022) | 22 februari 1989   | 20 december 1990  | Michel Rocard (1988–1991)                                      | PS |                                        |
| Rocard II                                      |                                       | Louis Besson                          | Louis Besson (1937)          | 20 december 1990   | 15 mei 1991       | Michel Rocard (1988–1991)                                      | PS | Minister van Transport                 |
| Rocard II                                      | Minister voor Maritime Zaken          | Louis Besson                          | Louis Besson (1937)          | 20 december 1990   | 15 mei 1991       | Michel Rocard (1988–1991)                                      | PS |                                        |
|                                                | Paul Quilès                           | Paul Quilès (1942–2021)               | 15 mei 1991                  | 2 april 1992       | PS                | Édith Cresson (1991–1992)                                      | Cresson | Minister van Transport                 |
|                                                | Jean-Louis Bianco                     | Jean-Louis Bianco (1943)              | 2 april 1992                 | 29 maart 1993      | PS                | Pierre Bérégovoy (1992–1993)                                   | Bérégovoy | Minister van Transport                 |
|                                                |                                       | Hervé de Charette (1938)              | 29 maart 1993                | 17 mei 1995        | UDF               | Édouard Balladur (1993–1995)                                   | Balladur |                                        |
|                                                | Pierre-André Périssol                 | Pierre- André Périssol (1947)         | 17 mei 1995                  | 7 november 1995    | RPR               | Alain Juppé (1995–1997)                                        | Juppé I |                                        |
|                                                | Bernard Pons                          | Bernard Pons (1926–2022)              | 7 november 1995              | 3 juni 1997        | RPR               | Alain Juppé (1995–1997)                                        | Juppé II | Minister van Transport                 |
| Minister voor Toerisme                         | Bernard Pons                          | Bernard Pons (1926–2022)              | 7 november 1995              | 3 juni 1997        | RPR               | Alain Juppé (1995–1997)                                        | Juppé II |                                        |
|                                                |                                       | Jean-Claude Gayssot (1944)            | 3 juni 1997                  | 6 mei 2002         | PCP               | Lionel Jospin (1997–2002)                                      | Jospin | Minister van Transport                 |
|                                                | Gilles de Robien                      | Gilles de Robien (1941)               | 6 mei 2002                   | 31 mei 2005        | UDF               | Jean-Pierre Raffarin (2002–2005)                               | Raffarin I                                                                                                   | Minister van Transport                 |
| Minister van Maritime Zaken                    | Gilles de Robien                      | Gilles de Robien (1941)               | 6 mei 2002                   | 31 mei 2005        | UDF               | Jean-Pierre Raffarin (2002–2005)                               | Raffarin I                                                                                                   |                                        |
| Minister voor Toerisme                         | Gilles de Robien                      | Gilles de Robien (1941)               | 6 mei 2002                   | 31 mei 2005        | UDF               | Jean-Pierre Raffarin (2002–2005)                               | Raffarin I                                                                                                   |                                        |
| Raffarin II                                    | Gilles de Robien                      | Gilles de Robien (1941)               | 6 mei 2002                   | 31 mei 2005        | UDF               | Jean-Pierre Raffarin (2002–2005)                               | Minister van Transport                                                                                       |                                        |
| Raffarin II                                    | Gilles de Robien                      | Gilles de Robien (1941)               | 6 mei 2002                   | 31 mei 2005        | UDF               | Jean-Pierre Raffarin (2002–2005)                               | Minister van Maritime Zaken                                                                                  |                                        |
| Raffarin II                                    | Gilles de Robien                      | Gilles de Robien (1941)               | 6 mei 2002                   | 31 mei 2005        | UDF               | Jean-Pierre Raffarin (2002–2005)                               | Minister voor Toerisme                                                                                       |                                        |
| Raffarin III                                   | Gilles de Robien                      | Gilles de Robien (1941)               | 6 mei 2002                   | 31 mei 2005        | UDF               | Jean-Pierre Raffarin (2002–2005)                               | Minister van Transport                                                                                       |                                        |
| Raffarin III                                   | Gilles de Robien                      | Gilles de Robien (1941)               | 6 mei 2002                   | 31 mei 2005        | UDF               | Jean-Pierre Raffarin (2002–2005)                               | Minister van Ruimtelijke Ordening (2004–05)                                                                  |                                        |
| Raffarin III                                   | Gilles de Robien                      | Gilles de Robien (1941)               | 6 mei 2002                   | 31 mei 2005        | UDF               | Jean-Pierre Raffarin (2002–2005)                               | Minister van Maritime Zaken                                                                                  |                                        |
| Raffarin III                                   | Gilles de Robien                      | Gilles de Robien (1941)               | 6 mei 2002                   | 31 mei 2005        | UDF               | Jean-Pierre Raffarin (2002–2005)                               | Minister voor Toerisme                                                                                       |                                        |
|                                                | Jean-Louis Borloo                     | Jean-Louis Borloo (1951)              | 31 mei 2005                  | 16 mei 2007        | PRV               | Dominique de Villepin (2005–2007)                              | de Villepin                                                                                                  | Minister van Arbeid en Werkgelegenheid |
|                                                | Christine Boutin                      | Christine Boutin (1944)               | 16 mei 2007                  | 23 juni 2009       | UMP               | François Fillon (2007–2012)                                    | Fillon I | Minister voor Stedelijke Ontwikkeling  |
| Fillon II                                      | Christine Boutin                      | Christine Boutin (1944)               | 16 mei 2007                  | 23 juni 2009       | UMP               | François Fillon (2007–2012)                                    | | Minister voor Stedelijke Ontwikkeling  |
| Staatssecretaris voor Huisvesting              | Staatssecretaris voor Huisvesting     | Staatssecretaris voor Huisvesting     | Ambtstermijn                 | Ambtstermijn       | Partij(en)        | Premier(s)                                                     | Kabinet(en)                                                                                                  | Overige functie(s)                     |
|                                                | Benoist Apparu                        | Benoist Apparu (1969)                 | 23 juni 2009                 | 14 november 2010   | UMP               | François Fillon (2007–2012)                                    | Fillon II |                                        |
| Minister van Huisvesting                       | Minister van Huisvesting              | Minister van Huisvesting              | Ambtstermijn                 | Ambtstermijn       | Partij(en)        | Premier(s)                                                     | Kabinet(en)                                                                                                  | Overige functie(s)                     |
|                                                | Nathalie Kosciusko-Morizet            | Nathalie Kosciusko- Morizet (1973)    | 14 november 2010             | 22 februari 2012   | UMP               | François Fillon (2007–2012)                                    | Fillon III                                                                                                   | Minister van Transport                 |
| Minister van Ecologie en Duurzame Ontwikkeling | Nathalie Kosciusko-Morizet            | Nathalie Kosciusko- Morizet (1973)    | 14 november 2010             | 22 februari 2012   | UMP               | François Fillon (2007–2012)                                    | Fillon III                                                                                                   |                                        |
|                                                | François Fillon                       | François Fillon (1954)                | 22 februari 2012             | 15 mei 2012        | UMP               | François Fillon (2007–2012)                                    | Fillon III                                                                                                   | Premier                                |
| Minister van Transport                         | François Fillon                       | François Fillon (1954)                | 22 februari 2012             | 15 mei 2012        | UMP               | François Fillon (2007–2012)                                    | Fillon III                                                                                                   |                                        |
| Minister van Ecologie en Duurzame Ontwikkeling | François Fillon                       | François Fillon (1954)                | 22 februari 2012             | 15 mei 2012        | UMP               | François Fillon (2007–2012)                                    | Fillon III                                                                                                   |                                        |
|                                                | Cécile Duflot                         | Cécile Duflot (1975)                  | 15 mei 2012                  | 31 maart 2014      | EELV              | Jean-Marc Ayrault (2012–2014)                                  | Ayrault I | Minister van Ruimtelijke Ordening      |
| Ayrault II                                     | Cécile Duflot                         | Cécile Duflot (1975)                  | 15 mei 2012                  | 31 maart 2014      | EELV              | Jean-Marc Ayrault (2012–2014)                                  | | Minister van Ruimtelijke Ordening      |
|                                                | Sylvia Pinel                          | Sylvia Pinel (1977)                   | 31 maart 2014                | 11 februari 2016   | PRG               | Manuel Valls (2014–2016)                                       | Valls I | Minister van Ruimtelijke Ordening      |
| Valls II                                       | Sylvia Pinel                          | Sylvia Pinel (1977)                   | 31 maart 2014                | 11 februari 2016   | PRG               | Manuel Valls (2014–2016)                                       | | Minister van Ruimtelijke Ordening      |
|                                                | Emmanuelle Cosse                      | Emmanuelle Cosse (1974)               | 11 februari 2016             | 17 mei 2017        | EELV              | Manuel Valls (2014–2016)                                       | Minister voor Duurzame Woningbouw                                                                            |                                        |
| Bernard Cazeneuve (2016–2017)                  | Emmanuelle Cosse                      | Emmanuelle Cosse (1974)               | 11 februari 2016             | 17 mei 2017        | EELV              | Cazeneuve                                                      | Minister voor Duurzame Woningbouw                                                                            |                                        |
|                                                | Richard Ferrand                       | Richard Ferrand (1962)                | 17 mei 2017                  | 21 juni 2017       | LREM              | Édouard Philippe (2017–20)                                     | Philippe I                                                                                                   | Minister van Ruimtelijke Ordening      |
|                                                | Jacques Mézard                        | Jacques Mézard (1947)                 | 21 juni 2017                 | 16 oktober 2018    | PRG               | Édouard Philippe (2017–20)                                     | Philippe II                                                                                                  | Minister van Ruimtelijke Ordening      |
| Minister voor Lokale Zaken                     | Jacques Mézard                        | Jacques Mézard (1947)                 | 21 juni 2017                 | 16 oktober 2018    | PRG               | Édouard Philippe (2017–20)                                     | Philippe II                                                                                                  |                                        |
|                                                | Jacqueline Gourault                   | Jacqueline Gourault (1950)            | 16 oktober 2018              | 5 maart 2022       | MoDem             | Édouard Philippe (2017–20)                                     | Philippe II                                                                                                  | Minister van Ruimtelijke Ordening      |
| Minister voor Lokale Zaken                     | Jacqueline Gourault                   | Jacqueline Gourault (1950)            | 16 oktober 2018              | 5 maart 2022       | MoDem             | Édouard Philippe (2017–20)                                     | Philippe II                                                                                                  |                                        |
| Jean Castex (2020–heden)                       | Jacqueline Gourault                   | Jacqueline Gourault (1950)            | 16 oktober 2018              | 5 maart 2022       | MoDem             | Castex                                                         | Minister van Ruimtelijke Ordening                                                                            |                                        |
| Jean Castex (2020–heden)                       | Jacqueline Gourault                   | Jacqueline Gourault (1950)            | 16 oktober 2018              | 5 maart 2022       | MoDem             | Castex                                                         | Minister voor Lokale Zaken                                                                                   |                                        |
| Jean Castex (2020–heden)                       |                                       | Joël Giraud                           | Joël Giraud (1959)           | 5 maart 2022       | 20 mei 2022       | Castex                                                         | PRV | Minister van Ruimtelijke Ordening      |
| Jean Castex (2020–heden)                       | Minister voor Lokale Zaken            | Joël Giraud                           | Joël Giraud (1959)           | 5 maart 2022       | 20 mei 2022       | Castex                                                         | PRV |                                        |